# Мон-Лоран
Мон-Лора́н (фр. Mont-Laurent) — коммуна во Франции, находится в регионе Шампань — Арденны. Департамент — Арденны. Входит в состав кантона Ретель. Округ коммуны — Ретель.
Код INSEE коммуны — 08306.
Коммуна расположена приблизительно в 170 км к северо-востоку от Парижа, в 60 км севернее Шалон-ан-Шампани, в 38 км к юго-западу от Шарлевиль-Мезьера.

## Население
Население коммуны на 2008 год составляло 70 человек.
| 1962 | 1968 | 1975 | 1982 | 1990 | 1999 | 2008 |
| ---- | ---- | ---- | ---- | ---- | ---- | ---- |
| 103  | 106  | 93   | 83   | 79   | 75   | 70   |

## Экономика
В 2007 году среди 44 человек в трудоспособном возрасте (15—64 лет) 30 были экономически активными, 14 — неактивными (показатель активности — 68,2 %, в 1999 году было 63,6 %). Из 30 активных работали 25 человек (15 мужчин и 10 женщин), безработных было 5 (2 мужчин и 3 женщины). Среди 14 неактивных 3 человека были учениками или студентами, 7 — пенсионерами, 4 были неактивными по другим причинам.

## Фотогалерея

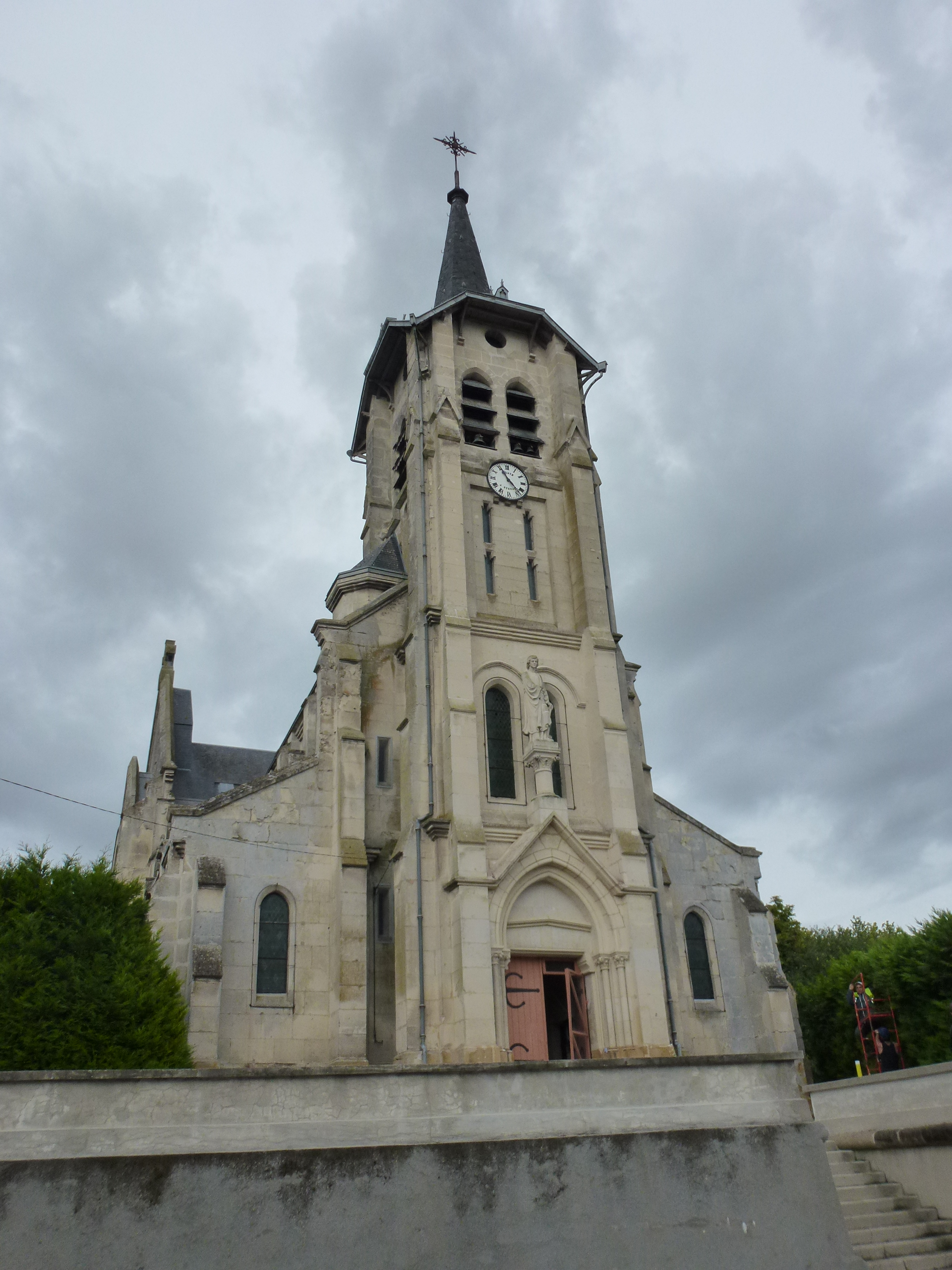
Церковь Сен-Лоран
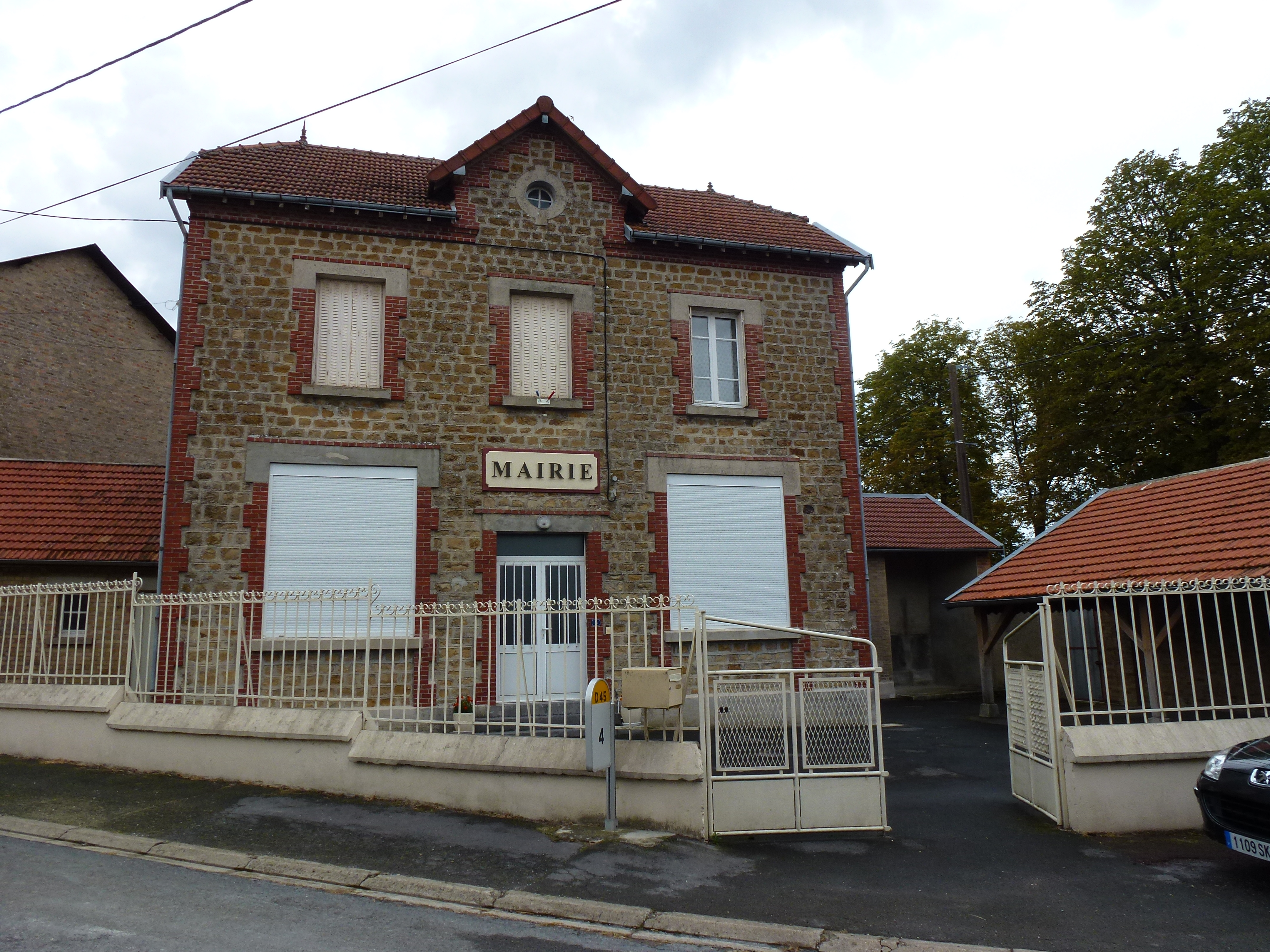
Мэрия
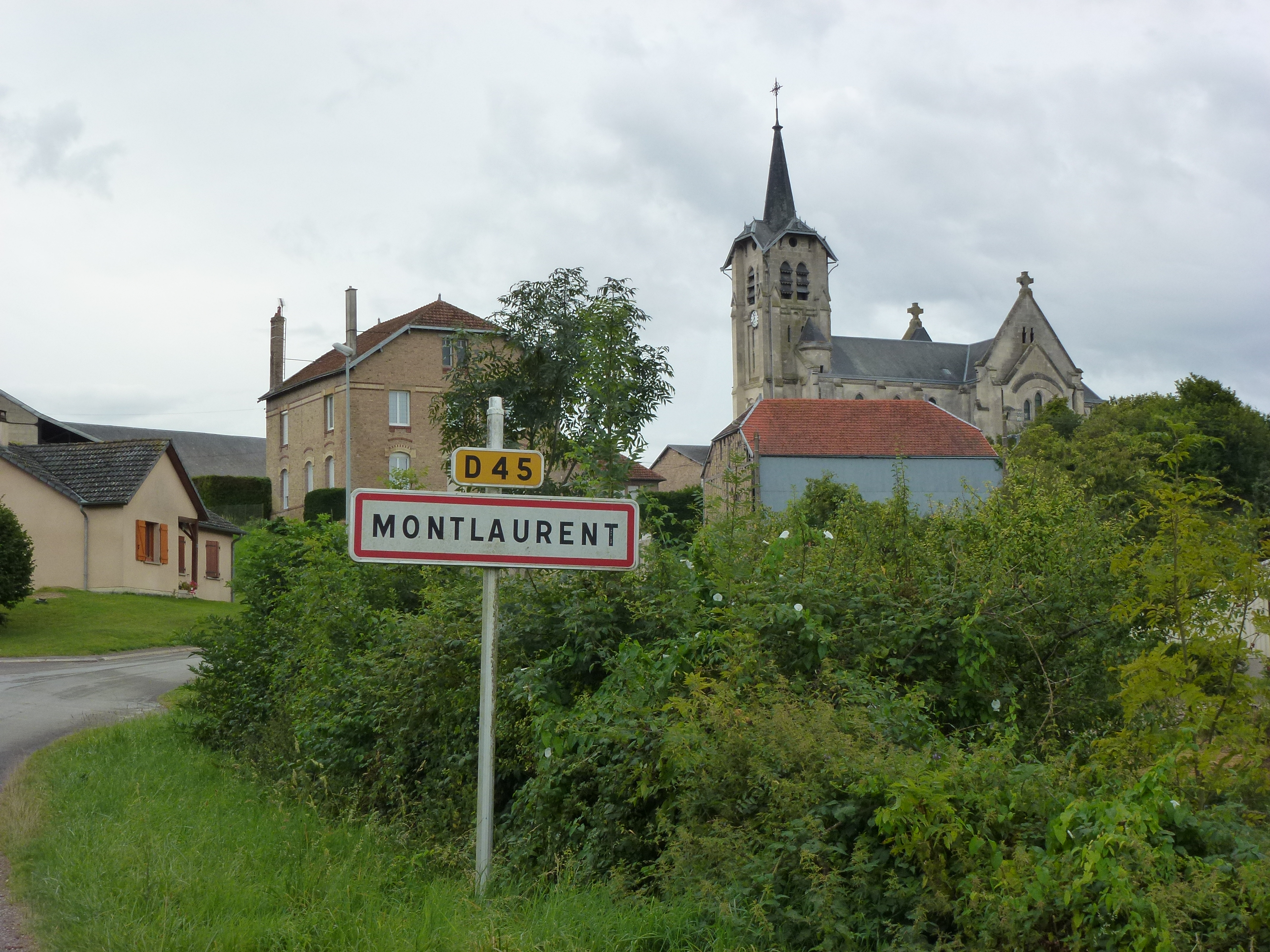
Въезд в Мон-Лоран
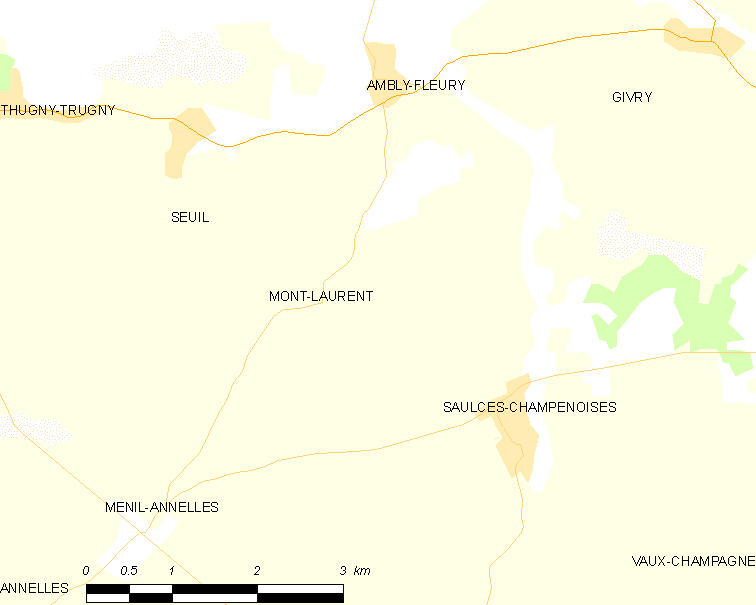
Карта коммуны